# Iglesia de San Juan Bautista (Anoeta)
La iglesia de San Juan Bautista es un inmueble de la localidad española de Anoeta, en la provincia de Guipúzcoa.

## Descripción
El edificio se encuentra en la localidad española de Anoeta, perteneciente a la provincia de Guipúzcoa, en la comunidad autónoma del País Vasco. Se menciona como iglesia parroquial del lugar en el Diccionario histórico-geográfico-descriptivo de los pueblos, valles, partidos, alcaldías y uniones de Guipúzcoa (1862) de Pablo de Gorosábel, donde aparece descrita con las siguientes palabras:

La iglesia parroquial de esta villa es de la advocacion de San Juan Bautista, de patronato de la misma. Se halla servida por un cura con título de rector, cuya provision corresponde á los propietarios de casas de la jurisdiccion, y dos beneficiados de igual presentacion antes del último concordato.
(Gorosábel, 1862, p. 39)